# Forces centrales de police armée
Les forces centrales de police armées (CAPF) sont, avec l'armée, la principale composante des forces de sécurité indiennes. Elles se composent de sept organisations de police armées relevant du ministère de l'Intérieur (MHA) du gouvernement indien, chargées de maintenir la sécurité intérieure, l'ordre public, la contre-insurrection et la protection des frontières,.
La CAPF est classée en trois groupes : les forces de garde-frontières (fusiliers de l'Assam, force de sécurité des frontières, police des frontières indo-tibétaine et Sashastra Seema Bal), les forces de sécurité intérieure (force centrale de sécurité industrielle et force centrale de réserve de la police) et la force d'intervention spéciale (Garde nationale de sécurité). Bien qu'étant administrativement sous la tutelle du MHA et fassent partie du CAPF, le contrôle opérationnel des fusiliers de l'Assam est assuré par l'armée indienne.
Ces forces sont classées dans la catégorie des « autres forces armées » dans la liste de l'Union de la Constitution de l'Inde et fonctionnent conformément à l'article 355, qui donne mandat à l'Union de protéger les États contre les « agressions extérieures » et les « troubles intérieurs ». Étant donné que la « police » et « l’ordre public » relèvent de la liste des États (en), les unités de la CAPF sont déployées pour soutenir les gouvernements des États selon les besoins, tandis que leurs pouvoirs, leur juridiction, leurs privilèges et leurs responsabilités restent sous le contrôle du gouvernement de l’Union, comme spécifié dans la liste de l’Union.
Leur effectif a doublé en vingt ans et atteint 980 000 hommes en 2020. Elles dépendent du ministère de l'Intérieur dirigé par Amit Shah, homme de confiance du Premier ministre Narendra Modi. Elles sont affectées à des tâches de contre-insurrection contre différents groupes rebelles au Cachemire, dans le nord-est et le centre du pays ; elles interviennent aussi lors des catastrophes naturelles. Elles sont moins bien payées et moins équipées que les unités de l'armée tout en partageant souvent les mêmes tâches ; les Indiens les désignent pareillement comme « soldats » (« jawan »). Les interventions policières menées sous le régime de l'état d'urgence contre les séparatistes du Cachemire ou la guérilla naxalite dans le centre-est du pays ont été fortement critiquées pour des actes d'exécution sommaire, viol ou pillage ; cependant, il n'y a pas eu de poursuites judiciaires contre les policiers, ceux-ci étant couverts par l'autorité militaire.